# Tanais tinhauae
Tanais tinhauae är en kräftdjursart som beskrevs av Bamber och Bird 1997. Tanais tinhauae ingår i släktet Tanais och familjen Tanaidae. Inga underarter finns listade i Catalogue of Life.